# 格列士敦區政府

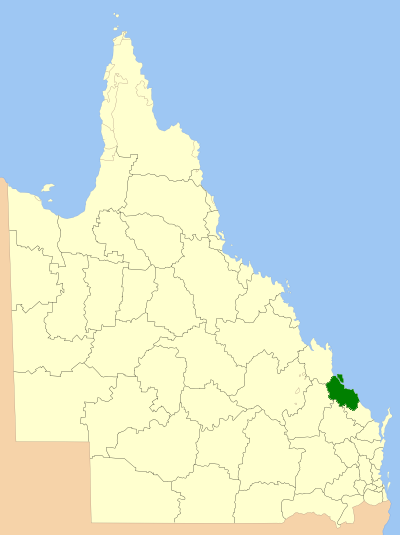
格列士敦區於昆士蘭州轄境圖

格列士敦區（英語：Gladstone Region）是澳大利亞昆士蘭州的地方政府；2008年，由3個地方政府合併而成，所統籌的政府預算有澳幣8400萬；轄境有10,488平方公里；2008年6月30日，人口有57,587人。

## 區議會
由8名議員和1位市長所組成。

## 外部連結
- 格列士敦區政府 （页面存档备份，存于）